# SISD
|               | 단일 명령어 | 복수 명령어 |
| ------------- | ----------- | ----------- |
| 단일 자료     | SISD        | MISD        |
| 복수 자료     | SIMD        | MIMD        |
| v • d • e • h |             |             |

단일명령-단일자료(영어: SISD, Single Instruction, Single Data )은 전산에서 한 프로세서가 한번에 하나의 명령어를 처리할 때 하나의 메모리에 저장되어 있는 한 데이터를 이용하여 처리하는 것을 일컫는 용어이다. 폰 노이만 구조에 해당한다. SISD는 플린의 분류학에서 정의된 4개 분류중의 하나이다. SISD는 각 데이터를 처리하기 위해서 매번 명령어를 읽어야 하기 때문에 효율이 떨어진다. 그렇지만 파이프라이닝과 같이 동시 처리를 함으로써 성능을 향상시키는 것이 일반적이다.